# سي جيه جاردنر جونسون
تشونسي "سي جيه" غاردنر-جونسون ( né غاردنر الابن؛ وُلد في 20 ديسمبر 1997) هو لاعب كرة قدم أمريكية محترف في مركز أمان مع فريق هيوستن تكسانز في دوري كرة القدم الأمريكية (NFL). لعب في كرة القدم الجامعية مع فريق فلوريدا غاتورز، واختاره فريق نيو أورلينز ساينتس في الجولة الرابعة من مسودة دوري كرة القدم الأمريكية لعام 2019. لعب أيضًا مع فريقي ديترويت ليونز وفيلادلفيا إيجلز، وفاز مع الأخير ببطولة سوبر بول 59.
كان غاردنر جونسون يُعرف باسم تشونسي غاردنر الابن قبل سنته الجامعية الثالثة في فلوريدا. في 31 ديسمبر 2017، أعلن تغيير لقبه إلى غاردنر جونسون تكريمًا لزوج والدته، برايان جونسون. كان والده، تشونسي غاردنر الأب، جزءًا لا يتجزأ من حياته، بينما تولى جونسون تربية غاردنر جونسون منذ صغره حتى التحاقه بالجامعة.
في عامي 2020 و2023، أعلن غاردنر-جونسون عن نيته تغيير اسمه قانونيًا إلى سيدي دوس على إنستغرام. ورغم ذلك، لم يُغيّره رسميًا بعد. في عام 2020 صرّح قائلًا: "سأغيّر اسمي رسميًا إلى سيدي دوس. لا مزيد من تشونسي أو سي جيه غاردنر-جونسون. حان الوقت لتمهيد الطريق لخيالي الخاص، ألا أُصدر أحكامًا أو نفكر فيّ بعد الآن، لأنكم لا تعرفونني حقًا، ولن أتحدث إلا إذا خاطبتموني". في عام 2023، قال"وثائق المحكمة [كذا] في الطريق. إنه شخص مختلف. لديّ هوية بديلة. لديّ شخصان مختلفان يعيشان بداخلي، كرة القدم والحياة. الحياة، أنا فقط أسترخي. كرة القدم، هذا شخص مختلف تمامًا. الناس ينادونني Ceedy في ملعب كرة القدم أو Ducey. في الحياة، ينادونني CJ أو Chauncey".

## المسيرة الجامعية
بصفته طالبًا جديدًا حقيقيًا في فلوريدا، ظهر غاردنر جونسون في جميع المباريات الـ 1، وبدأ في المباريات السبع الأخيرة من الموسم. خلال Outback Bowl 2017، كان لدى غاردنر جونسون تدخلان واعتراضان، أحدهما تم إرجاعه للهبوط ضد أيوا. تم اختياره كأفضل لاعب في Outback Bowl. خلال موسمه الثاني، بدأ غاردنر جونسون في جميع المباريات الـ 11. قبل موسمه الثالث، تم نقل غاردنر جونسون إلى مركز النيكلباك. في 26 نوفمبر 2018، أعلن غاردنر جونسون أنه سيتخلى عن عامه الأخير من الأهلية ويعلن عن مسودة اتحاد كرة القدم الأميركي لعام 2019.

## المسيرة المهنية
توقع محللو مسودة اتحاد كرة القدم الأميركي أن يتم اختياره في وقت مبكر من الجولة الثانية من مسودة اتحاد كرة القدم الأميركي لعام 2019. صنف كريس تراباسو من شبكة سي بي إس سبورتس غاردنر جونسون باعتباره ثاني أفضل لاعب أمان محتمل قبل اتحاد كرة القدم الأميركي Scouting Combine.
 بعد اتحاد كرة القدم الأميركي، صنف موقع WalterFootball.com وموقع Pro Football Focus ومحلل مسودة اتحاد كرة القدم الأميركي روب رانج غاردنر جونسون باعتباره خامس أفضل لاعب أمان محتمل في المسودة. كما صنفه مات ميلر من تقرير بليتشر على أنه خامس أفضل لاعب أمان وتوقع اختياره في الجولة الثانية. صنفته مجلة سبورتس إليستريتد على أنه ثاني أفضل لاعب أمان محتمل في المسودة. صنفته مجلة Scouts Inc. على أنه خامس أفضل لاعب أمان محتمل (المرتبة 83 بشكل عام) في مسودة اتحاد كرة القدم الأميركي لعام 2019.

### نيو أورليانز ساينتس
اختار فريق نيو أورلينز ساينتس غاردنر-جونسون في الجولة الرابعة (المرتبة 105 إجمالاً) من مسودة اتحاد كرة القدم الأميركي لعام 2019. ونظم الفريق صفقةً لضمان استحواذه على غاردنر-جونسون، حيث وافق على تبادل اختياريه في الجولتين الرابعة (المرتبة 116 إجمالاً) والخامسة (المرتبة 168 إجمالاً) في مسودة اتحاد كرة القدم الأميركي لعام 2019 مع فريق نيويورك جيتس مقابل اختيارهم في الجولة الرابعة (المرتبة 105 إجمالاً). وأصبح غاردنر-جونسون تاسع لاعب أمان يتم اختياره في مسودة عام 2019.

#### 2019
في 10 مايو 2019، وقع فريق نيو أورليانز ساينتس مع غاردنر جونسون عقدًا مبتدئًا لمدة أربع سنوات بقيمة 3.30 مليون دولار، بما في ذلك مكافأة توقيع أولية قدرها 784100 دولار.
طوال معسكر التدريب، تنافس جاردنر جونسون على دور كلاعب أمان احتياطي ضد كريس بانجو، وساكوان هامبتون، وجيه تي جراي، وتيريل ويليامز. كما جعل منسق الدفاع دينيس ألين جاردنر جونسون يأخذ ممثلين في نيكلباك في المعسكر. اختار المدرب الرئيسي شون بايتون جاردنر جونسون ليكون لاعب الأمان القوي الاحتياطي لبدء الموسم، خلف البادئ فون بيل.
في 9 سبتمبر 2019، ظهر غاردنر جونسون لأول مرة في الموسم العادي الاحترافي في المباراة الافتتاحية لفريق نيو أورلينز ساينتس على أرضه ضد فريق هيوستن تكسانز، لكنه اقتصر على تدخل واحد في فوزهم 30-28. في الأسبوع السابع، بدأ غاردنر جونسون أول مباراة له في مسيرته، حيث بدأ كلاعب نيكلباك، وحصل على أعلى مستوى في الموسم بسبع تدخلات فردية وأعلى مستوى في الموسم بانحرافين للتمريرات في فوز 36-25 على فريق شيكاغو بيرز. في مباراة الأسبوع 13 ضد فريق أتلانتا فالكونز في عيد الشكر، سجل غاردنر جونسون أول اعتراض في مسيرته من تمريرة ألقاها مات رايان في الفوز 26-18. في 16 ديسمبر 2019، بدأ غاردنر جونسون لأول مرة في مركز الأمان القوي وسجل ثمانية تدخلات مشتركة (ستة منفردة) وأجبر لاعب الاستقبال الواسع كاليف ريموند على فقدان الكرة والذي استعاده خلال الفوز 34-7 على فريق إنديانابوليس كولتس. بدأ آخر ثلاث مباريات في مركز الأمان القوي بدلاً من فون بيل الذي كان غير نشط بسبب التواء في الركبة. أنهى حملته المبتدئة في عام 2019 بإجمالي 42 تدخلًا مشتركًا (34 منفردًا)، وثماني انحرافات تمريرة، واعتراض واحد، وإجبار واحد على فقدان الكرة، واستعادة الكرة المفقودة في 16 مباراة وسبع بدايات. تم اختياره لفريق PFWA All-Rookie Team.
أنهى فريق نيو أورلينز ساينتس موسم 2019 من دوري كرة القدم الأمريكية (NFL) متصدرًا قسمه في القسم الجنوبي من المؤتمر الوطني لكرة القدم الأمريكية (NFC) بسجل 13 فوزًا و3 هزائم، ليضمن بذلك التأهل إلى التصفيات. في 5 يناير 2020، بدأ غاردنر-جونسون أساسيًا في أول مباراة فاصلة له في مسيرته، مسجلًا ثلاثة تدخلات مشتركة (اثنان منها فرديان)، وصد تمريرة واحدة خلال خسارة فريقه 20-26 في الوقت الإضافي أمام مينيسوتا فايكنجز في مباراة البدل في المؤتمر الوطني لكرة القدم الأمريكية (NFC Wildcard).

#### 2020
خلال معسكر التدريب، تنافس غاردنر-جونسون مع مالكولم جينكينز على مركز لاعب الأمان الحر الأساسي بعد رحيل فون بيل. عيّنه المدرب الرئيسي شون بايتون لاعب أمان احتياطيًا لبدء الموسم، خلف الثنائي الأساسي مالكولم جينكينز وماركوس ويليامز.

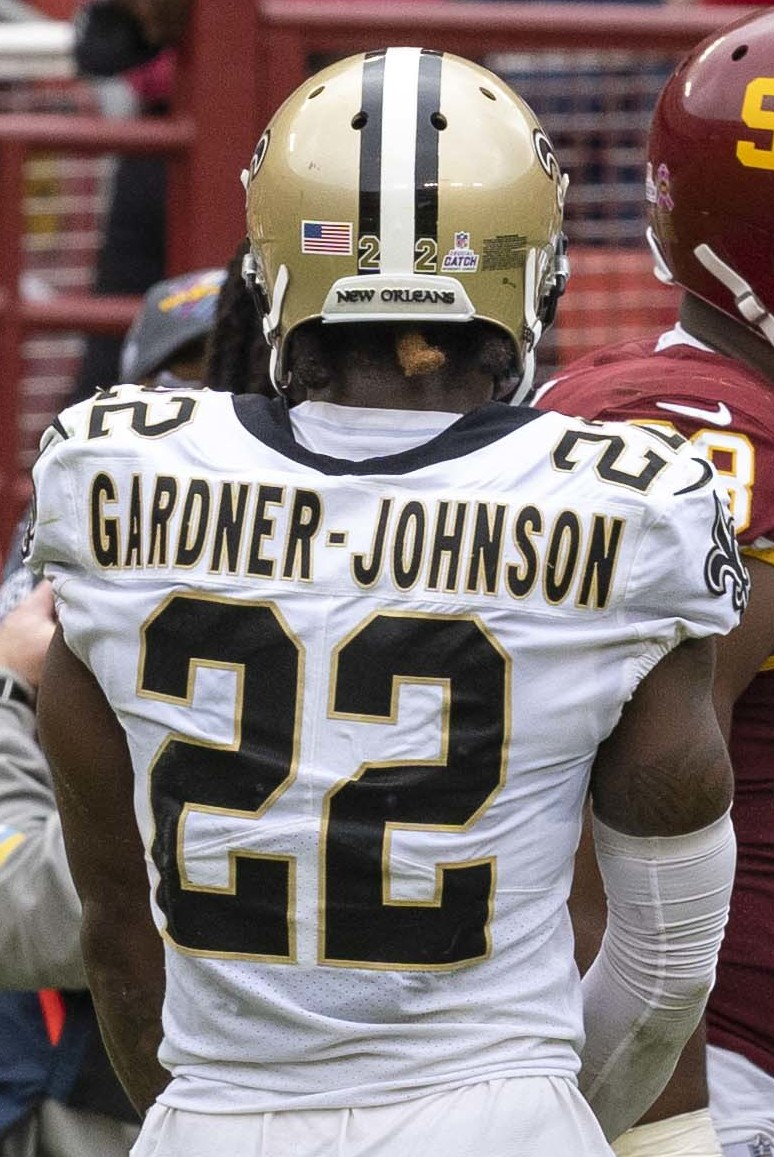
جاردنر جونسون في عام 2021

في 13 سبتمبر 2020، بدأ غاردنر جونسون في المباراة الافتتاحية لفريق نيو أورلينز ساينتس على أرضه ضد فريق تامبا باي بوكانيرز وحصل على أعلى مستوى في الموسم بعشرة تدخلات مجتمعة (تسعة منفردة) وقام بصد تمريرة واحدة خلال فوز 34-23. في 11 أكتوبر 2020، تعرض غاردنر جونسون للكمة من زميله في الفريق مايكل توماس أثناء التدريب، مما أدى إلى جلوس توماس على مقاعد البدلاء للمباراة التالية. في 1 نوفمبر 2020، سجل غاردنر جونسون تسعة تدخلات مجتمعة (ثمانية منفردة) وكان متورطًا في مشاجرة جسدية مع مستقبل فريق بيرز الواسع جافون ويمز خلال الربع الثالث من فوز 26-23 على فريق شيكاغو بيرز. تعرض للكمة المفاجئة من قبل ويمز، مما أشعل شجارًا بين الفريقين. ركض ويمز نحو غاردنر-جونسون الذي لم يكن يتوقع ذلك وضربه في خوذته، لكن غاردنر-جونسون لم يتفاعل، مما أدى إلى لكمة أخرى من ويمز، ورفض الحكام احتسابه. في بث سابق، ظهر غاردنر-جونسون وهو ينزع واقي فم ويمز من خوذته، وادعى ويمز أن غاردنر-جونسون بصق عليه أيضًا، لكن لم يُثبت أي دليل هذا الادعاء، فنفاه غاردنر-جونسون. في اليوم التالي، أفادت التقارير أن اتحاد كرة القدم الأميركي أوقف ويمز عن اللعب للمباراتين التاليتين وغرم غاردنر-جونسون 5128 دولارًا أمريكيًا لتورطه.
في الأسبوع العاشر، سجل غاردنر جونسون ثمانية تدخلات مشتركة (ستة منفردة)، وقام بتحريف تمريرة واحدة، وكان أول كيس في مسيرته على الوسط نيك مولينز بخسارة ست ياردات خلال فوز 27-13 على سان فرانسيسكو 49ers. في الأسبوع الثاني عشر، سجل تدخلًا واحدًا، وقام بتحريف تمريرتين، وكان اعتراضه الوحيد في الموسم على تمريرة ألقاها المتلقي الواسع كيندال هينتون إلى الطرف الضيق تروي فوماجالي خلال فوز 31-3 على دنفر برونكوز. في 30 ديسمبر 2020، وضعه القديسون على قائمة كوفيد-19/الاحتياط وغاب بعد ذلك عن فوز الأسبوع 17 على كارولينا بانثرز. في 8 يناير 2021، تم إخراجه من قائمة كوفيد-19/الاحتياط وإضافته إلى القائمة النشطة. أنهى الموسم بـ 66 تدخلًا مشتركًا (52 منفردًا)، و13 تمريرة دفاعية، واعتراض واحد، وكيس في 15 مباراة و13 بداية.
أنهى فريق نيو أورلينز ساينتس موسم 2020 من دوري كرة القدم الأمريكية (NFL) متصدرًا القسم الجنوبي من NFC بسجل 12 فوزًا و4 هزائم، ليضمن بذلك التأهل إلى التصفيات. في 10 يناير 2021، وخلال جولة NFC Wild Card، سجّل غاردنر-جونسون ثمانية تدخلات مشتركة (ستة منها منفردة) وحرف تمريرة، كما تورط في مشاجرة مع المتلقي أنتوني ميلر، مما أدى إلى طرده، بينما تلقى كلاهما عقوبات سلوك غير رياضي، حيث هزم القديسون فريق شيكاغو بيرز بنتيجة 21-9.

#### 2021
خلال معسكر التدريب، تنافس غاردنر-جونسون على مركز الأمان الأساسي ضد مالكولم جينكينز. اختار المدرب الرئيسي شون بايتون مالكولم جينكينز وماركوس ويليامز كلاعبي أمان أساسيين لبدء الموسم، مع غاردنر-جونسون كلاعب أمان احتياطي أساسي ولاعب نيكلباك في الفريق الأول.
 

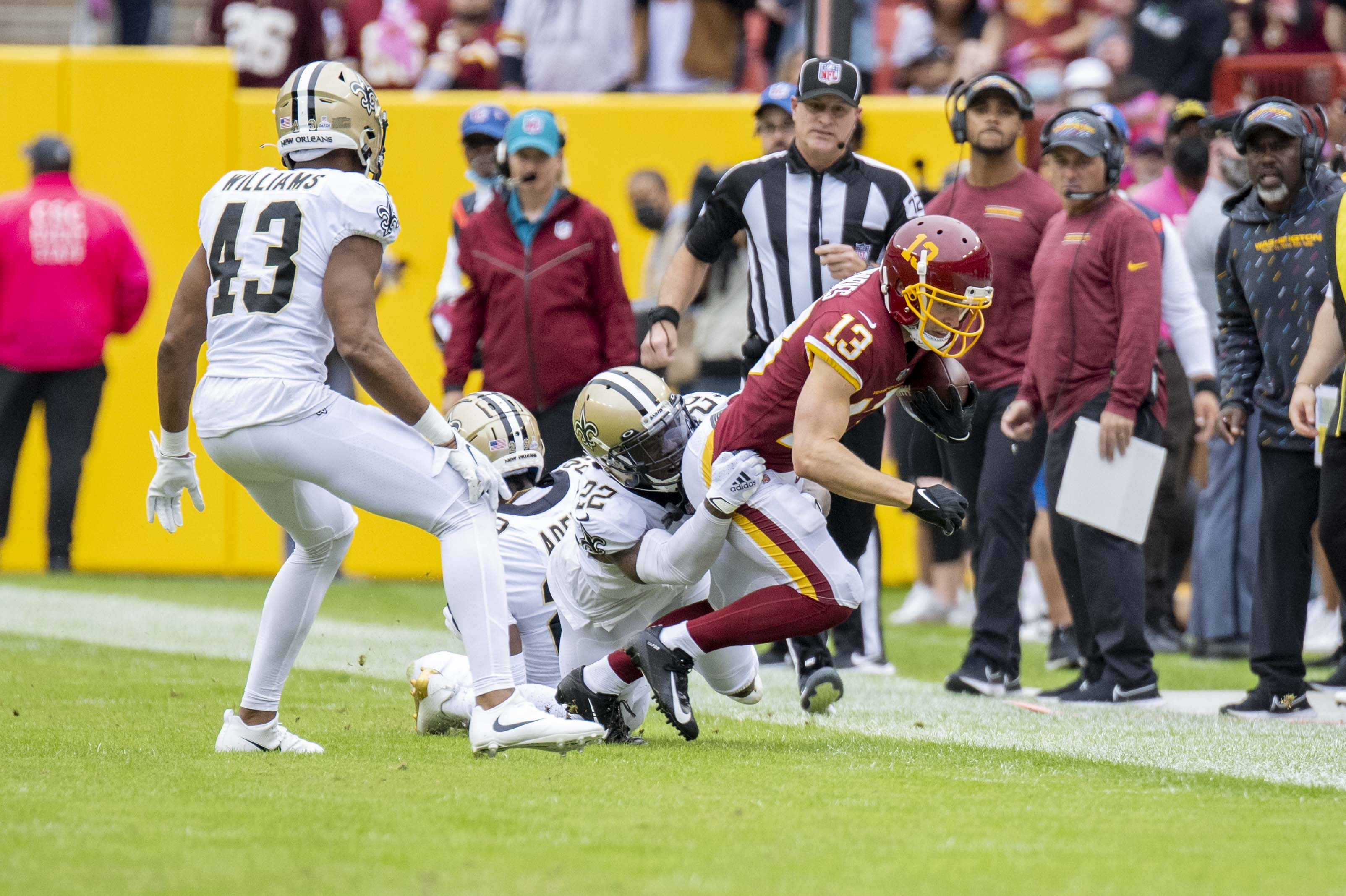
جاردنر جونسون وهو يلعب ضد فريق واشنطن لكرة القدم في عام 2021.

كان غير نشط في خسارة القديسين في الأسبوع الثاني أمام كارولينا بانثرز بعد إصابة ركبته. في الأسبوع التاسع، سجل تدخلين مشتركين (واحد منفرد) وكسر تمريرة قبل أن يخرج في الربع الثالث من خسارة 25-27 أمام أتلانتا فالكونز بسبب إصابة في القدم. في 13 نوفمبر 2021، وضعه القديسون رسميًا في الاحتياطي المصاب بسبب إصابته في القدم. في 11 ديسمبر 2021، تم تنشيطه من الاحتياطي المصاب وإضافته إلى قائمة القديسين النشطة بعد غيابه عن أربع مباريات (الأسابيع 10-13). في 19 ديسمبر 2021، جمع غاردنر جونسون سبعة تدخلات مشتركة (ستة منفردة) وهو أعلى رقم في الموسم، وقام بتحريف التمريرة، واعترض تمريرة ألقاها توم برادي إلى سكوتي ميلر في وقت متأخر من المباراة ليختتم الفوز 9-0 في تامبا باي بوكانيرز. في الأسبوع السابع عشر، قام بتدخل فردي واحد، وحرف تمريرة واحدة، محققًا أعلى رقم في مسيرته بحصوله على ثاني sack له هذا الموسم، كما اعترض تمريرة من سام دارنولد إلى مستقبل الكرة دي جي مور في نهاية الربع الرابع ليضمن الفوز بنتيجة 10-18 على فريق كارولينا بانثرز. أنهى موسم 2021 بـ 46 تدخلًا مشتركًا (32 منفردًا)، وثلاث اعتراضات، وسبع تمريرات دفاعية، وأعلى رقم في مسيرته بحصوله على sack مرتين في 12 مباراة و11 مباراة كأساسي.

### فيلادلفيا إيجلز (الفترة الأولى)

#### 2022
في 30 أغسطس 2022، قام فريق نيو أورليانز ساينتس بتبادل غاردنر جونسون مع اختيار الجولة السابعة لعام 2025 مع فريق فيلادلفيا إيجلز مقابل اختيار الجولة الخامسة لعام 2023 (المرتبة 165 إجمالاً) والاختيار الأقل من اختياريهما في الجولة السادسة (المرتبة 199 إجمالاً) في عام 2024.
انضم إلى معسكر التدريب كلاعب أمان أساسي بعد رحيل أنتوني هاريس ورودني ماكليود. تنافس على دور لاعب الأمان القوي الأساسي ضد كفون والاس تحت إشراف منسق الدفاع جوناثان غانون. اختاره المدرب نيك سيرياني كلاعب أمان قوي أساسي في بداية الموسم العادي، ووضعه في التشكيلة الأساسية مع ماركوس إيبس.
في 9 أكتوبر 2022، سجل غاردنر جونسون عشرة تدخلات فردية، وانحراف تمريرة، وكان أول اعتراض له كعضو في فريق إيجلز على تمريرة ألقاها كايلر موراي إلى مستقبل واسع ماركيز براون خلال فوز 20-17 على فريق أريزونا كاردينالز. في الأسبوع التالي، حقق أربعة تدخلات مشتركة (ثلاثة منفردة)، وانحرافين للتمرير، وأعلى مستوى في مسيرته باعتراضين من تمريرات كوبر راش حيث هزم فريق إيجلز فريق دالاس كاوبويز الموسم 26-17 في الأسبوع السادس. في 14 نوفمبر 2022، حقق ستة تدخلات فردية، وتعادل مع أعلى مستوى له في الموسم بانحرافين للتمرير، وحقق أعلى مستوى في مسيرته باعتراضه السادس في الموسم على تمريرة من تايلور هاينيكي ليحتفل بمباراته الخامسة على التوالي باعتراض خلال خسارة 21-32 أمام فريق واشنطن كوماندرز. في الأسبوع التالي، حقق أعلى مستوى في مسيرته بـ 11 تدخلًا منفردًا خلال فوز 17-16 على إنديانابوليس كولتس في الأسبوع 11. في الأسبوع 12، سجل تدخلًا منفردًا واحدًا قبل أن يخرج خلال الربع الثاني من فوز 40-33 على جرين باي باكرز بعد تعرضه لإصابة. في 3 ديسمبر 2022، وضعه إيجلز رسميًا في الاحتياطي المصاب بسبب تمزق في الكلى. كان يقود الدوري بستة اعتراضات في ذلك الوقت. في 7 يناير 2023، تم تنشيطه من الاحتياطي المصاب وإضافته إلى القائمة النشطة بعد غيابه عن خمس مباريات (الأسابيع 13-17). أنهى موسم 2022 بإسقاط واحد، و67 تدخلًا مشتركًا (61 منفردًا)، وستة اعتراضات، وثماني تمريرات دفاعية.
أنهى فريق فيلادلفيا إيجلز موسم 2022 من دوري كرة القدم الأمريكية متصدرًا القسم الشرقي من NFC بسجل 14-3 ليضمن إعفاءً من الجولة الأولى. وسحقوا فريق نيويورك جاينتس بنتيجة 38-7 في الجولة التقسيمية. في 29 يناير 2023، بدأ غاردنر جونسون في مباراة بطولة NFC وحقق خمسة تدخلات مشتركة (اثنان منها منفردان) حيث سحق فريق إيجلز فريق سان فرانسيسكو 49ers بنتيجة 31-7 ليتأهل إلى سوبر بول. في 12 فبراير 2023، بدأ غاردنر جونسون في سوبر بول 52 وسجل أربعة تدخلات مشتركة (ثلاثة منفردة) في خسارة إيجلز بنتيجة 38-35 أمام كانساس سيتي تشيفز.

### ديترويت ليونز

#### 2023
في 20 مارس 2023، وقع فريق ديترويت ليونز مع جاردنر جونسون عقدًا مضمونًا بالكامل لمدة عام واحد بقيمة 6.50 مليون دولار، بما في ذلك مكافأة توقيع أولية قدرها 4.00 مليون دولار.
في 23 يوليو 2023، تعرض غاردنر-جونسون لإصابة في الساق غير ملامسة خلال بداية معسكر تدريب فريق ليونز. ورغم المخاوف من إصابة محتملة في الرباط قد تُنهي موسمه، أُعلن في اليوم التالي بعد إجراء تصوير بالرنين المغناطيسي أن غاردنر-جونسون لم يُصب بأذى بدني وأنه يتعافى يومًا بيوم. طوال معسكر التدريب، تنافس على مركز الأمان الأساسي ضد كيربي جوزيف وتريسي ووكر. اختاره المدرب الرئيسي دان كامبل كلاعب أمان أساسي حر في بداية الموسم، ووضعه في التشكيلة الأساسية مع لاعب الأمان القوي كيربي جوزيف.
في 17 سبتمبر 2023، حقق أعلى عدد من التدخلات المشتركة هذا الموسم (ستة منها منفردة) خلال خسارة 31-37 في الوقت الإضافي أمام سياتل سي هوكس قبل أن يخرج في الربع الرابع بسبب إصابة. في 19 سبتمبر 2023، وضعه فريق ليونز على قائمة المصابين بعد إصابته بتمزق في الصدر. في 14 ديسمبر 2023، حصل غاردنر جونسون على تصريح طبي للعودة إلى الملعب. في 6 يناير 2024، أخرجه فريق ليونز من قائمة المصابين وأضافه إلى القائمة النشطة بعد غيابه عن 14 مباراة (الأسابيع 3-17). في 7 يناير 2024، نفّذ غاردنر-جونسون أربع تدخلات فردية، وحرف تمريرة، واعتراضه الوحيد هذا الموسم لتمريرة من نيك مولينز إلى مستقبل الكرة جوردان أديسون خلال فوز فريقه 20-30 على فريق مينيسوتا فايكنجز. أنهى موسم 2023 في دوري كرة القدم الأمريكية بـ 17 تدخلًا فقط مجتمعة (16 منفردة)، وثلاثة تحريفات تمريرات، واعتراض واحد في ثلاث مباريات وبدايتين أساسيتين.

### فيلادلفيا إيجلز (الفترة الثانية)

#### 2024
في 14 مارس 2024، وقّع فريق فيلادلفيا إيجلز عقدًا لمدة ثلاث سنوات بقيمة 27 مليون دولار، منها 10 ملايين دولار مضمونة. انضمّ إلى معسكر التدريب كلاعب أمان أساسيّ تحت قيادة منسق الدفاع فيك فانجيو بعد رحيل كيفن بيارد. اختاره المدرب نيك سيرياني كلاعب أمان أساسيّ في بداية الموسم، وضمّه إلى لاعب الأمان الحرّ ريد بلانكنشيب.
 
في الأسبوع العاشر، جمع أعلى مستوى في الموسم بسبع تدخلات مشتركة (اثنان منفردان)، وقام بتحريف تمريرة، واعترض تمريرة ألقاها تري لانس إلى جهاز الاستقبال الواسع جالين تولبرت خلال فوز 34-6 على فريق دالاس كاوبويز. في 8 ديسمبر 2024، سجل ستة تدخلات مشتركة (ثلاثة منفردة)، وحقق أعلى مستوى في الموسم بتحريفين للتمرير، واعترض تمريرة من برايس يونغ خلال فوز 22-16 على فريق كارولينا بانثرز. في 29 ديسمبر 2024، قام غاردنر جونسون بتدخل منفرد واحد، وتحريفين للتمرير، وعادل أعلى مستوى في مسيرته باعتراضين، وأعاد واحدًا لأول هبوط في مسيرته خلال فوز 41-7 على فريق دالاس كاوبويز. سجل أول هبوط في مسيرته في محرك كاوبويز الافتتاحي للعبة بعد اعتراض تمريرة ألقاها كوبر راش كانت مخصصة لجهاز الاستقبال الواسع براندين كوكس وأعادها لمسافة 69 ياردة. حاز أداؤه على جائزة أفضل لاعب دفاعي في الدوري الوطني لكرة القدم الأمريكية (NFC) لهذا الأسبوع. اختار المدرب الرئيسي نيك سيرياني إراحة غاردنر-جونسون وبقية اللاعبين الأساسيين خلال فوز الفريق في الأسبوع الثامن عشر على نيويورك جاينتس لإراحتهم قبل التصفيات. أنهى الموسم بـ 59 تدخلًا مشتركًا (35 منفردًا)، و12 انحرافًا للتمريرات، وأعلى رقم في مسيرته بست اعتراضات، وهبوط واحد في 16 مباراة و16 بداية.
أنهى فريق فيلادلفيا إيجلز موسم 2024 من دوري كرة القدم الأمريكية أولاً في NFC East بسجل 14-3. لقد هزموا فريق Green Bay Packers بنتيجة 22-10 في مباراة NFC Wildcard. في 19 يناير 2025، حقق ستة تدخلات مشتركة (خمسة منفردة) خلال فوز 28-22 على فريق Los Angeles Rams في الجولة التقسيمية. في 26 يناير 2025، بدأ في مباراة بطولة NFC وكان لديه خمسة تدخلات مشتركة (ثلاثة منفردة) حيث هزم فريق Eagles فريق Washington Commanders بنتيجة 55-23 للتقدم إلى Super Bowl. في 9 فبراير 2025، بدأ Gardner-Johnson في Super Bowl LIX وكان لديه ثلاثة تدخلات مشتركة (واحد منفرد) خلال فوز 40-22 على فريق Kansas City Chiefs. حصل على أول خاتم Super Bowl في مسيرته. كان جاردنر جونسون واحدًا من اثني عشر لاعبًا من فريق إيجلز الفائز ببطولة سوبر بول LIX الذين لم يشاركوا في زيارة البيت الأبيض في أبريل 2025 على الرغم من أنه ذكر أن سبب عدم مشاركته لم يكن بدوافع سياسية وكان بسبب مظهره ووزنه.

### هيوستن تكساس
في 12 مارس 2025، تم تداول جاردنر جونسون واختيار الجولة السادسة لعام 2026 إلى فريق هيوستن تكسانز مقابل الحارس كينيون جرين واختيار الجولة الخامسة لعام 2025.
في 7 أغسطس 2025، تعرض جاردنر جونسون لإصابة في الساق أثناء التدريب.

## إحصائيات مسيرته في دوري كرة القدم الأمريكية

### الموسم العادي
| أسطورة | أسطورة                |
| ------ | --------------------- |
|        | فاز ببطولة السوبر بول |
|        | قاد الدوري            |
| عريض   | أعلى مستوى مهني       |

| سنة        | فريق       | ألعاب    | ألعاب | التدخلات | التدخلات | التدخلات | التدخلات | اعتراضات | اعتراضات | اعتراضات | اعتراضات | اعتراضات             | اعتراضات | تعثرات | تعثرات   | تعثرات |
| سنة        | فريق       | طبيب عام | جي اس | مشط      | منفرد    | أست      | سك       | بي دي    | إنت      | ياردة    | متوسط    | الغاز الطبيعي المسال | تي دي    | اف اف  | الفرنسية | تي دي  |
| ---------- | ---------- | -------- | ----- | -------- | -------- | -------- | -------- | -------- | -------- | -------- | -------- | -------------------- | -------- | ------ | -------- | ------ |
| 2019       | لا         | 16       | 7     | 49       | 38       | 11       | 0.0      | 8        | 1        | 28       | 28       | 28                   | 0        | 1      | 1        | 0      |
| 2020       | لا         | 15       | 13    | 66       | 52       | 14       | 1.0      | 13       | 1        | 3        | 3        | 3                    | 0        | 0      | 0        | 0      |
| 2021       | لا         | 12       | 11    | 46       | 32       | 14       | 2.0      | 7        | 3        | 45       | 15       | 26                   | 0        | 0      | 0        | 0      |
| 2022       | فاي        | 12       | 12    | 67       | 61       | 6        | 1.0      | 8        | 6        | 54       | 9        | 25                   | 0        | 0      | 0        | 0      |
| 2023       | ديت        | 3        | 2     | 17       | 16       | 1        | 0.0      | 3        | 1        | 0        | 0        | 0                    | 0        | 0      | 0        | -      |
| 2024       | فاي        | 16       | 16    | 59       | 35       | 24       | 0.0      | 12       | 6        | 116      | 19.3     | 67                   | 1        | 1      | 0        | -      |
| حياة مهنية | حياة مهنية | 74       | 61    | 304      | 234      | 70       | 4.0      | 51       | 18       | 246      | 13.7     | 67                   | 1        | 2      | 1        | 0      |

### ما بعد الموسم
| سنة        | فريق       | ألعاب    | ألعاب | التدخلات | التدخلات | التدخلات | التدخلات | اعتراضات | اعتراضات | اعتراضات | اعتراضات | اعتراضات             | اعتراضات | تعثرات | تعثرات   | تعثرات |
| سنة        | فريق       | طبيب عام | جي اس | مشط      | منفرد    | أست      | سك       | بي دي    | إنت      | ياردة    | متوسط    | الغاز الطبيعي المسال | تي دي    | اف اف  | الفرنسية | تي دي  |
| ---------- | ---------- | -------- | ----- | -------- | -------- | -------- | -------- | -------- | -------- | -------- | -------- | -------------------- | -------- | ------ | -------- | ------ |
| 2019       | لا         | 1        | 1     | 3        | 2        | 1        | 0        | 1        | 0        | 0        | 0        | 0                    | 0        | 0      | 0        | 0      |
| 2020       | لا         | 2        | 2     | 10       | 7        | 3        | 0        | 1        | 0        | 0        | 0        | 0                    | 0        | 0      | 0        | 0      |
| 2022       | فاي        | 3        | 3     | 12       | 7        | 5        | 0        | 1        | 0        | 0        | 0        | 0                    | 0        | 0      | 0        | 0      |
| 2023       | ديت        | 3        | 0     | 12       | 5        | 7        | 0        | 1        | 1        | 12       | 12       | 12                   | 0        | 0      | 0        | 0      |
| 2024       | فاي        | 4        | 4     | 14       | 9        | 5        | 0        | 0        | 0        | 0        | 0        | 0                    | 0        | 0      | 0        | 0      |
| حياة مهنية | حياة مهنية | 13       | 10    | 51       | 30       | 21       | 0        | 4        | 1        | 12       | 12       | 12                   | 0        | 0      | 0        | 0      |

## روابط خارجية
- Chauncey Gardner-Johnson على موقع مرجع كرة القدم المحترفة.كوم (الإنجليزية)